# FK Baltika Kaliningrad

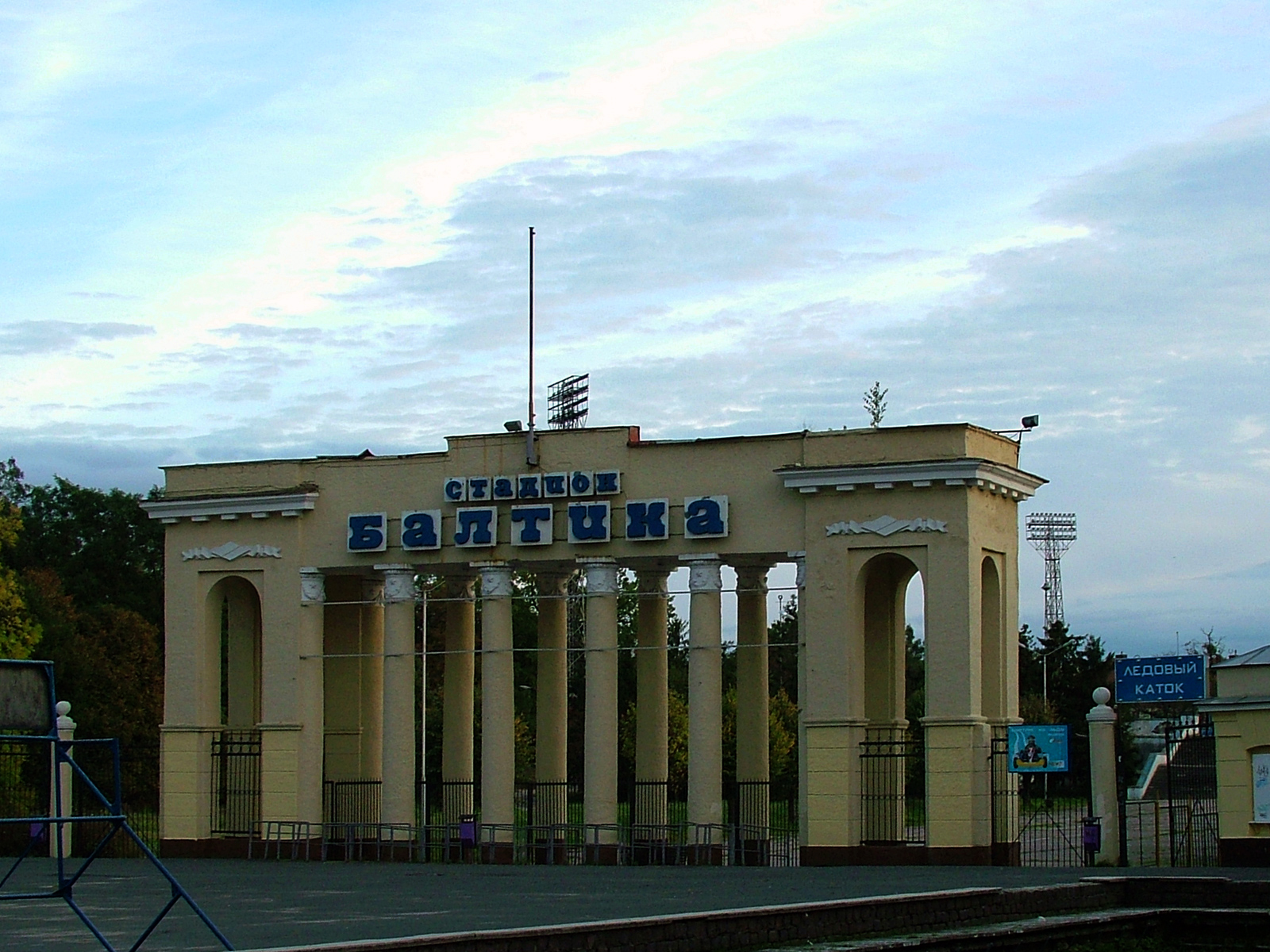
Vstup na stadion Baltika

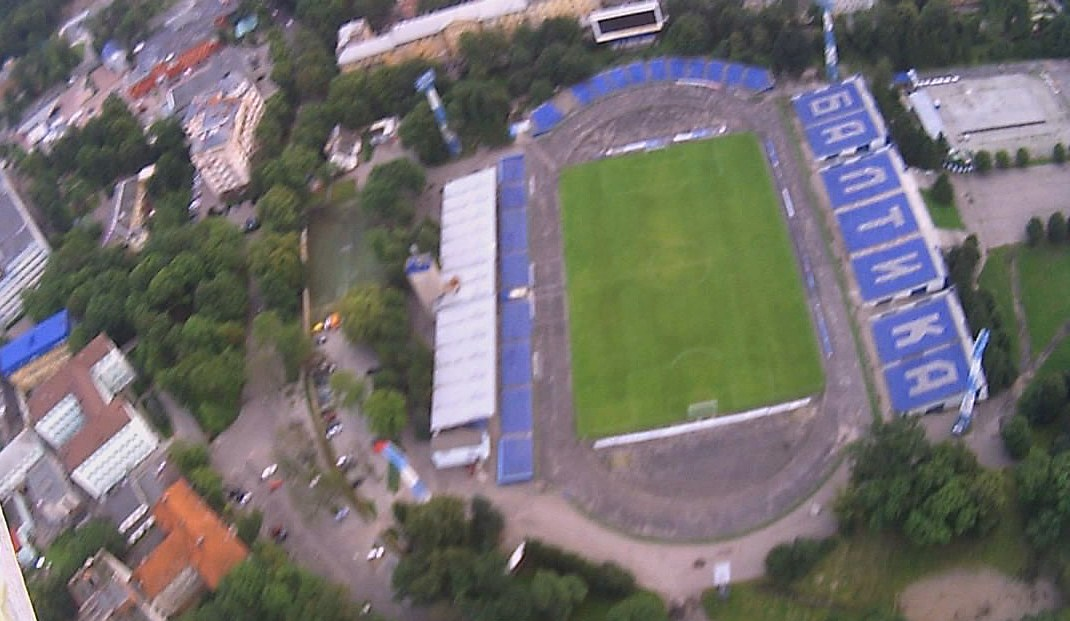
Letecký pohled na stadion Baltika

FK Baltika Kaliningrad (rusky «Балтика» Калининград) je ruský fotbalový klub z Kaliningradu v ruské exklávě Kaliningradská oblast. Byl založen v roce 1954 pod názvem Piščevik Kaliningrad a v roce 1958 přejmenován na FK Baltika Kaliningrad. Své domácí zápasy hraje na stadionu Rostěch aréna s kapacitou 35 016 míst.
Klubové barvy jsou modrá a bílá.

## Hráči

### Soupiska
Aktuální k datu: 13. července 2025|

Pozn.: Vlajky znamenají příslušnost k národnímu týmu, jak ji definují pravidla FIFA. Obecně mohou hráči mít i více občanství souběžně.
| Číslo |                     | Pozice | Hráč             |
| ----- | ------------------- | ------ | ---------------- |
| 2     | Rusko               | O      | Sergej Varatynov |
| 4     | Francie             | O      | Nathan Gassama   |
| 5     | Maroko              | Z      | Aymane Mourid    |
| 8     | Rusko               | Z      | Andrej Mendel    |
| 9     | Rusko               | Ú      | Ilja Stefanovič  |
| 10    | Rusko               | Z      | Ilja Petrov      |
| 11    | Bělorusko           | Z      | Jurij Kovaljov   |
| 13    | Venezuela           | O      | Diego Luna       |
| 14    | Bosna a Hercegovina | Z      | Stefan Kovač     |
| 15    | Nigérie             | Ú      | Tenton Yenne     |
| 16    | Kolumbie            | O      | Kevin Andrade    |
| 17    | Rusko               | Z      | Vladislav Saus   |
| 19    | Rusko               | Z      | Sergej Prjachin  |

| Číslo |                     | Pozice | Hráč                                |
| ----- | ------------------- | ------ | ----------------------------------- |
| 22    | Rusko               | Z      | Nikolaj Titkov                      |
| 23    | Rusko               | O      | Mingijan Bevejev                    |
| 25    | Rusko               | O      | Alexandr Filin                      |
| 44    | Rusko               | B      | Jegor Ljubakov                      |
| 47    | Rusko               | Z      | Daniil Utkin (hostování z Rostova)  |
| 67    | Rusko               | B      | Maxim Borisko                       |
| 70    | Rusko               | Ú      | Abu-Said Eldarušev                  |
| 73    | Rusko               | Z      | Maxim Petrov                        |
| 77    | Bosna a Hercegovina | O      | Eldar Ćivić                         |
| 81    | Rusko               | B      | Ivan Kukuškin (hostování z Pari NN) |
| 90    | Nigérie             | Ú      | Chinonso Offor                      |
| 91    | Salvador            | Ú      | Brayan Gil                          |
| 96    | Rusko               | O      | Amir Mochammad                      |